# Bûcheron
El bûcheron (a veces boucheron, bucherone, boucherond o bucherondin)[cita requerida] es un queso de cabra originario del Valle del Loira (Francia). Semicurado, con un periodo de maduración de 5 a 10 semanas, el bûcheron se produce en troncos cortos que se cortan en rodajas para venderlas en tiendas de alimentación.
El bûcheron tiene una pasta de color marfil con una corteza blanquecina. Su textura es tierna pero firme. Cuando es joven, este queso tiene un sabor suave que se hace más fuerte cuando envejece. La textura se hace más seca al curarse, siendo la textura en boca del centro densa y arcillosa, con la miga disolviéndose sobre la lengua, ages, mientras la sección cercana a la corteza es casi cremosa y puede resultar pegajosa a temperatura ambiente. Es un queso bueno para ensaladas o aperitivo sobre pan, crackers y uvas.
- Datos: Q4982700